# الليبرالية في تونس
تعد الليبرالية في تونس مدرسة أيديولوجية سياسية تضم مختلف الأحزاب السياسية في البلاد.

## الحزب الاجتماعي التحرري
في سبتمبر من العام 1988، أنشئ الحزب الاجتماعي التحرري تحت مسمى «الحزب الاجتماعي من أجل التقدم»، لكن أعيدت تسميته في أكتوبر سنة 1993 ليعكس إيديولوجيته التحررية. فضلًا عن الإصلاحات الاجتماعية والسياسية الليبرالية، يدعو الحزب إلى تحرير الاقتصاد، بما يتضمن خصخصة الشركات المملوكة للدولة. الحزب عضو في منظمة ليبرال إنترناشيونال (الليبرالية الدولية) وشبكة أفريقيا الليبرالية.

## حركة التجديد
نشطت حركة التجديد في الفترة بين عامي 1993 و2012 بوصفها حزبًا سياسيًا علمانيًا ديبمقراطيًا اشتراكيًا واجتماعيًا ليبراليًا من يسار الوسط في تونس. تزعمها أحمد إبراهيم. بالنسبة لانتخابات الجمعية التأسيسية، شكل حزب التجديد تحالفًا علمانيًا متينًا تحت مسمى القطب الديمقراطي الحداثي، والذي شكل الدعامة الأساسية له.
كان أحمد إبراهيم أول أمين سر للحركة، وزعيم القطب الديمقراطي الحداثي حتى أبريل عام 2012، بعد اندماج حزبه مع حزب المسار الديمقراطي الاجتماعي الذي أصبح رئيسا له. كان إبراهيم مرشح حركة التجديد لرئاسة تونس في الانتخابات الرئاسية عام 2009. أيد أحمد إبراهيم قيام «دولة ديمقراطية علمانية» غير متصلة بالإسلاميين. يرى إبراهيم أن هذا الأمر يتطلب إصلاحًا «جذريًا» للنظام الانتخابي من شأنه تحسين المناخ السياسي لضمان حرية التجمع، وصحافة حرة على نطاق واسع، فضلًا عن إبطال القانون الذي ينظم الخطاب العام للمرشحين للانتخابات.

## الحزب الديمقراطي التقدمي
في عام 1983، أنشئ الحزب الديمقراطي التقدمي تحت مسمى التجمع التقدمي الاشتراكي، وحصل على اعتراف قانوني في 12 سبتمبر سنة 1988. كان حزبُا علمانيًا وليبراليًا. أعيدت تسمية الحزب ليصبح الحزب الديمقراطي التقدمي في عام 2001. في ظل حكم بن علي، كان حزبًا معارضًا قانونيًا، لكنه تعرض لقمع سياسي. بعد الثورة التونسية، أضحى الحزب واحدًا من أكبر القوى السياسية العلمانية اليسارية. قيد من قبل أحمد نجيب الشابي ومايا جريبي. في 9 أبريل عام 2012، اندمج مع الحزب الجمهوري. كانت مايا الجريبي، المنادية بالمساواة بين الجنسين والمناهضة للصهيونية، أول امرأة تقود حزبًا سياسيًا في تونس.
كان لدى الحزب الديمقراطي التقدمي جريدة تدعى «الموقف».

## المؤتمر من أجل الجمهورية
في 25 يوليو سنة 2001، أعلن إنشاء المؤتمر من أجل الجمهورية، وهو حزب سياسي ليبرالي علماني ينتمي إلى يسار الوسط أسسه 31 شخصًا، من بينهم الطبيب، وأستاذ الطب، والناشط في مجال حقوق الإنسان المنصف المرزوقي رئيسًا له، ونزيهة رجيبة (أم زياد) أمينًا عامًا، وعبد الرؤوف عيادي نائبًا للرئيس، وسمير بن عمر أمين الخزنة، ومحمد شكرون رئيسًا فخريًا. أعلن المؤتمر من أجل الجمهورية هدفه في تنصيب حكومة «لأول مرة» في تونس، تضمن حرية التعبير، وحرية تكوين الجمعيات، وإجراء انتخابات «حرة ونزيهة»، «يكفلها مراقبون وطنيون ودوليون قادرون على التحقق بشكل حقيقي من جميع مستويات العملية الانتخابية». دعا إعلان المؤتمر إلى وضع دستور جديد، والفصل الصارم بين مختلف فروع الحكومة، وضمانات حقوق الإنسان، والمساواة بين الجنسين، وإنشاء محكمة دستورية تحمي الحقوق الفردية والجماعية. دعا المؤتمر إلى إعادة التفاوض بشأن التزامات تونس تجاه الاتحاد الأوروبي، وإلى دعم تونس لحقوق تقرير المصير الوطني، ولا سيما للشعب الفلسطيني.

## حزب القراصنة التونسي
حزب القراصنة التونسي هو حزب سياسي صغير في تونس، تأسس في 2010 وشرّع في 12 مارس 2012. يعد واحدًا من أولى موجات حركة حزب القراصنة في قارة أفريقيا. اكتسب الحزب سمعة سيئة أيام الثورة التونسية، حين أعلن أعضاؤه نيتهم في خرق التعتيم الإعلامي على الاضطرابات الاجتماعية التي تحدث في جميع أنحاء البلاد. وزع الأعضاء برمجيات للتحايل على الرقابة، وساهموا في توثيق انتهاكات حقوق الإنسان خلال وقوع أعمال الشغب في مدن سيدي بوزيد وسيليانا وتالا. بعد الثورة، اختبر سليم عمامو، وهو عضو في حزب القراصنة كان قد اعتقل أثناء الاضطرابات، وزيرًا للرياضة والشباب لفترة وجيزة في الحكومة الجديدة. استقال لاحقًا احتجاجًا على رقابة الحكومة الانتقالية على العديد من المواقع الإلكترونية بناء على طلب من الجيش. اعتقل في 6 يناير سنة 2011 خلال الاحتجاجات التي أدت إلى الثورة التونسية، إلى جانب آخرين من بينهم عزيز أمامي. نفذت مجموعة من حركة أنونيموس للاختراق الإلكتروني هجمات على مواقع الحكومة التونسية، واحتجزت قوات أمن الدولة عمامو لمدة خمسة أيام للاشتباه في أنه تعاون مع القراصنة. عقب احتجاجات وحملة واسعة النطاق على الإنترنت، أطلق الحكومة سراح عمامو والمدونين الآخرين. يؤيد عمامو تشريع الحشيش في تونس، وهو مؤيد لحياد الشبكة ومعارض للرقابة على الإنترنت.

## الثورة التونسية
اتخذت الثورة التونسية شكل حملة مكثفة من المقاومة المدنية، شملت سلسلة من المظاهرات التي اندلعت في شوارع تونس، وأدت إلى الإطاحة بالرئيس زين العابدين بن علي الذي حكم البلاد لفترة طويلة في يناير 2011. أدى ذلك في نهاية المطاف إلى إرساء الديمقراطية الكاملة في البلاد وإجراء انتخابات حرة وديمقراطية وفقا للدستور التونسي لعام 2014، الذي يعتبر دستورًا تقدميًا، يوفر حقوق الإنسان والمساواة بين الجنسين ويضمن واجبات الحكومة تجاه الشعب، ويمهد الطريق لنظام برلماني جديد ويجعل من تونس حكومة لا مركزية ومفتوحة. مع إجراء أول انتخابات برلمانية في البلاد منذ الربيع العربي عام 2011، والرئاسية منها في 23 نوفمبر 2014، انتهت من مرحلة انتقالها إلى دولة ديمقراطية. اتسمت تلك الانتخابات بسقوط شعبية حركة النهضة أمام حزب نداء تونس العلماني الذي أصبح الحزب الأول في البلاد.
نتجت تلك المظاهرات عن ارتفاع معدلات البطالة وتضخم الأغذية واستشراء الفساد ونقص الحريات السياسية مثل حرية، وسوء الأحوال المعيشية. شكلت الاحتجاجات الموجة الأكثر تأثيرًا من الاضطرابات الاجتماعية والسياسية في تونس منذ ثلاثة عقود. أسفرت الاحتجاجات عن عشرات القتلى والجرحى، معظمهم نتيجة إجراءات اتخذتها الشرطة وقوات الأمن ضد المتظاهرين. أشعل شرارة هذه الاحتجاجات تضحية الشاب محمد البوعزيزي بنفسه في 17 ديسمبر وأدت إلى الإطاحة بالرئيس زين العابدين بن علي بعد 28 يومًا في 14 يناير عام 2011، عند استقالته رسميًا بعد فراره إلى المملكة العربية السعودية، منهيًا 23 عامًا من الحكم. يذكر أن النقابات العمالية جزء لا يتجزأ من الاحتجاجات. مُنحت لجنة الرباعي الراعي للحوار الوطني التونسي جائزة نوبل للسلام لعام 2015 «لمساهمتها المصيرية في بناء ديمقراطية تعددية في تونس في أعقاب الثورة التونسية لعام 2011». ألهمت الاحتجاجات تظاهرات مماثلة في مختلف أنحاء العالم العربي.

## آفاق تونس
تأسس حزب آفاق تونس في 28 مارس عام 2011، حزب سياسي من يمين الوسط في تونس. يركز برنامج الحزب الليبرالي على العلمانية والحريات المدنية. استمال الحزب المثقفين والطبقة العليا من الشعب التونسي بشكل رئيسي. بعد أن كان أداؤه ضعيفا في انتخابات الجمعية التأسيسية عام 2011، انضم حزب آفاق تونس إلى محادثات جرت مع الأحزاب العلمانية والليبرالية الأخرى، وبخاصة مع الحزب الديمقراطي التقدمي لتشكيل «حزب كبير من الوسط». تحقق الاندماج في 9 أبريل سنة 2012. يدعى الحزب الجديد بالحزب الجمهوري. في أغسطس سنة 2013، غادر ياسين إبراهيم، زعيم الحزب الحالي، وغيره من أعضاء الحزب السابقين، الحزب الجمهوري لإحياء آفاق تونس.